# Curt Cronau
Curt Cronau (* 15. Oktober 1870 in Bromberg; † nach 1940) war ein deutscher Verwaltungsjurist.

## Leben
Nach bestandenem Staatsexamen und anschließender Referendarzeit war Cronau seit 1913 als Kreisdirektor im Kreis Colmar, Elsass, tätig. 1918 erfolgte seine Berufung zum Unterstaatssekretär im Ministerium für Elsaß-Lothringen beim Statthalter von Elsaß-Lothringen. Von 1919 bis 1924 war er als Ministerialrat bzw. seit 1921 als Ministerialdirektor im preußischen Innen- bzw. Staatsministerium tätig. 1922–1924 fungierte er zugleich als Präsident des Reichsausgleichsamtes. 1924 erfolgte seine Ernennung zum Regierungspräsidenten für den Regierungsbezirk Köslin. Im Jahr 1934 wurde er altersbedingt in den Ruhestand versetzt.
Seinen Lebensabend verbrachte er in Braunschweig.

## Schriften
- Curt Cronau (Hrsg.): Hinterpommern. Wirtschaft- und Kulturaufgaben eines Grenzbezirkes. M. Bauchwitz, Stettin 1929.